# Vườn quốc gia biển Wadden Hamburg

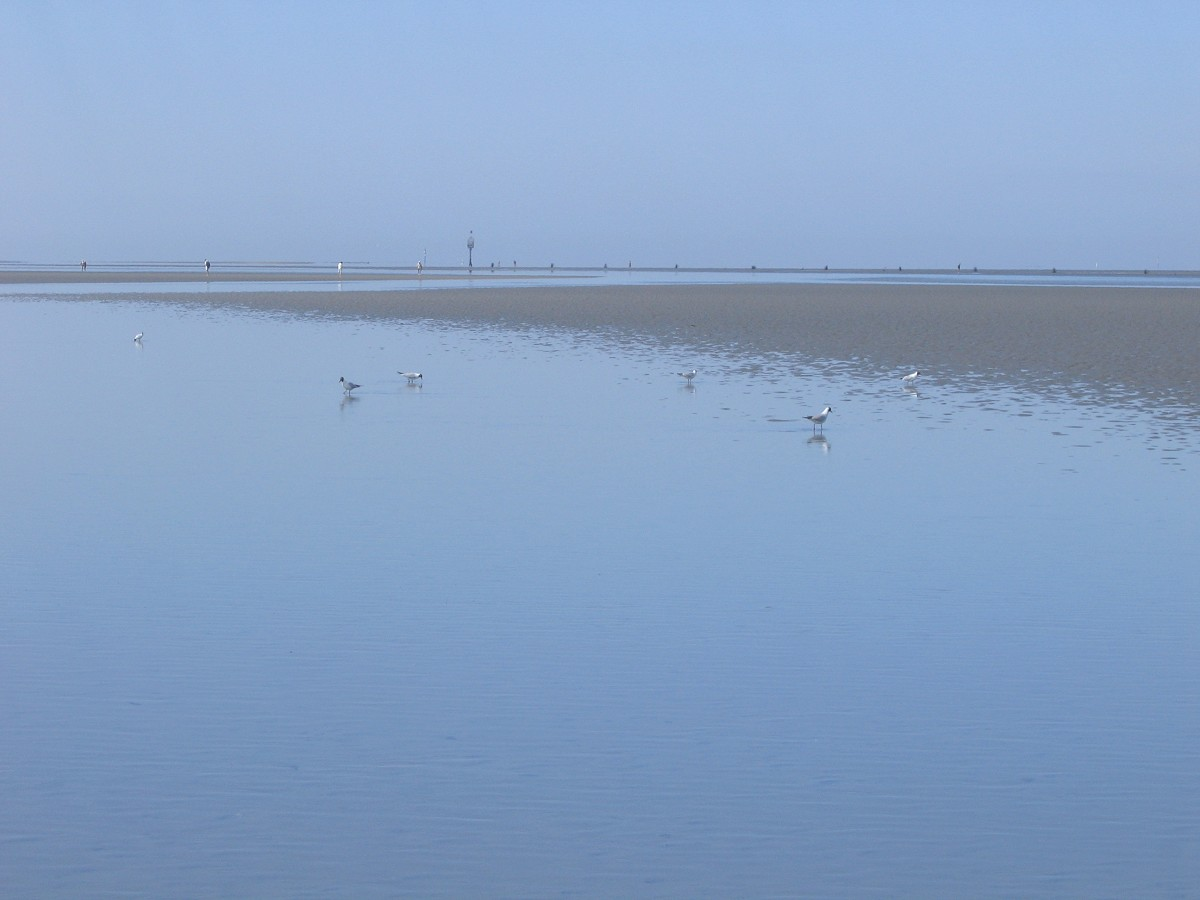
Biển Wadden gần Duhnen

Vườn quốc gia biển Wadden Hamburg (tiếng Đức: Hamburgisches Wattenmeer) là vườn quốc gia nhỏ nhất trong ba vườn quốc gia Biển Wadden ở Đức. Nó bảo vệ hệ sinh thái của biển Wadden, mà trải dài từ Den Helder tới Esbjerg.
Nó là một vùng đất của thành bang Hamburg ở phía bắc nước Đức và nằm ở cửa sông Elbe, cách Cuxhaven khoảng 12,5 km, bao gồm các đảo Neuwerk, Scharhörn và Nigehörn. Thành phần chủ yếu ở đây là các bãi cát, bãi bùn với các con lạch cạn, cồn cát và các đảo nổi nói trên. Vườn quốc gia cũng là một phần của khu dự trữ sinh quyển thế giới đã được UNESCO công nhận vào năm 1992.
Theo phán quyết của Nghị viện Hamburg vào ngày 9 tháng 4 năm 1990, khu vực này đã được phân loại lại như là vườn quốc gia biển Wadden Hamburg. Vào ngày 5 tháng 4 năm 2001, luật pháp đã được thông qua và khu vực vườn quốc gia đã được mở rộng như ngày nay.
Tổng diện tích của cả hai khu vực của vườn quốc gia là 13.750 ha (53,1 sq mi). Trong đó, khu vực 1 đang được bảo vệ đặc biệt. Vì vậy, ví dụ như đi bộ đường dài trên các bãi bồi hay cưỡi ngựa tham quan thì chỉ được phép đi trên các tuyến đường đã được định sẵn.
Vườn quốc gia này là nhà của khoảng 2.000 loài động vật, trong đó có khoảng 250 loài chỉ được tìm thấy ở các đầm lầy nước mặn của biển Wadden. Đáng chú ý nhất phải kể đến hải cẩu cảng và hải cẩu xám. Do dòng chảy tự nhiên của trầm tích nên có một nồng độ cao thức ăn cho cá con và các loài chim biển ở cửa sông Elbe. Do đó, đây là khu vực nghỉ ngơi và thay lông cho các loài chim biển với khoảng 10-12 triệu con ngỗng, vịt trời, vịt biển và mòng biển khi các loài chim di trú từ khu vực phía bắc xa xôi. Vì vậy, đây là một trong những khu vực bảo tồn chim quan trọng của Đức.